# Reichssturmfahne

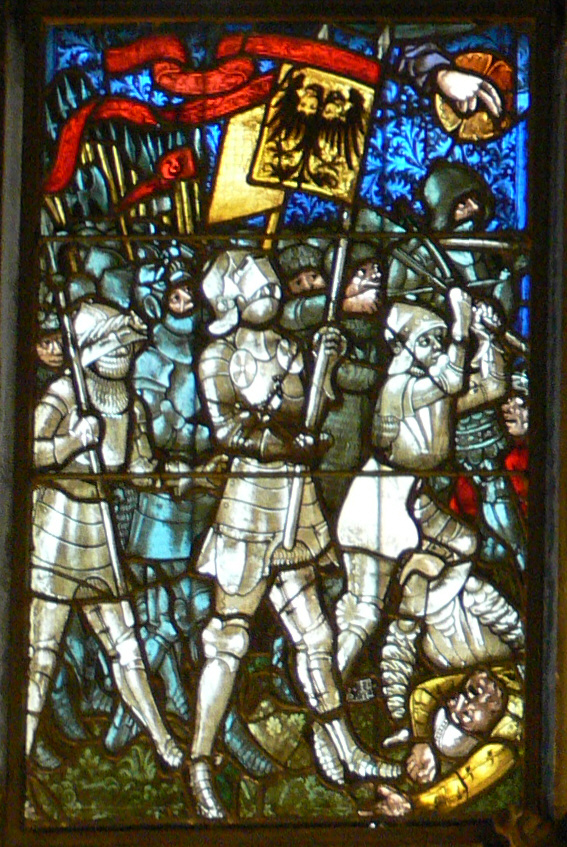
Bannerträger mit der Reichssturmfahne; Chorfenster im Berner Münster

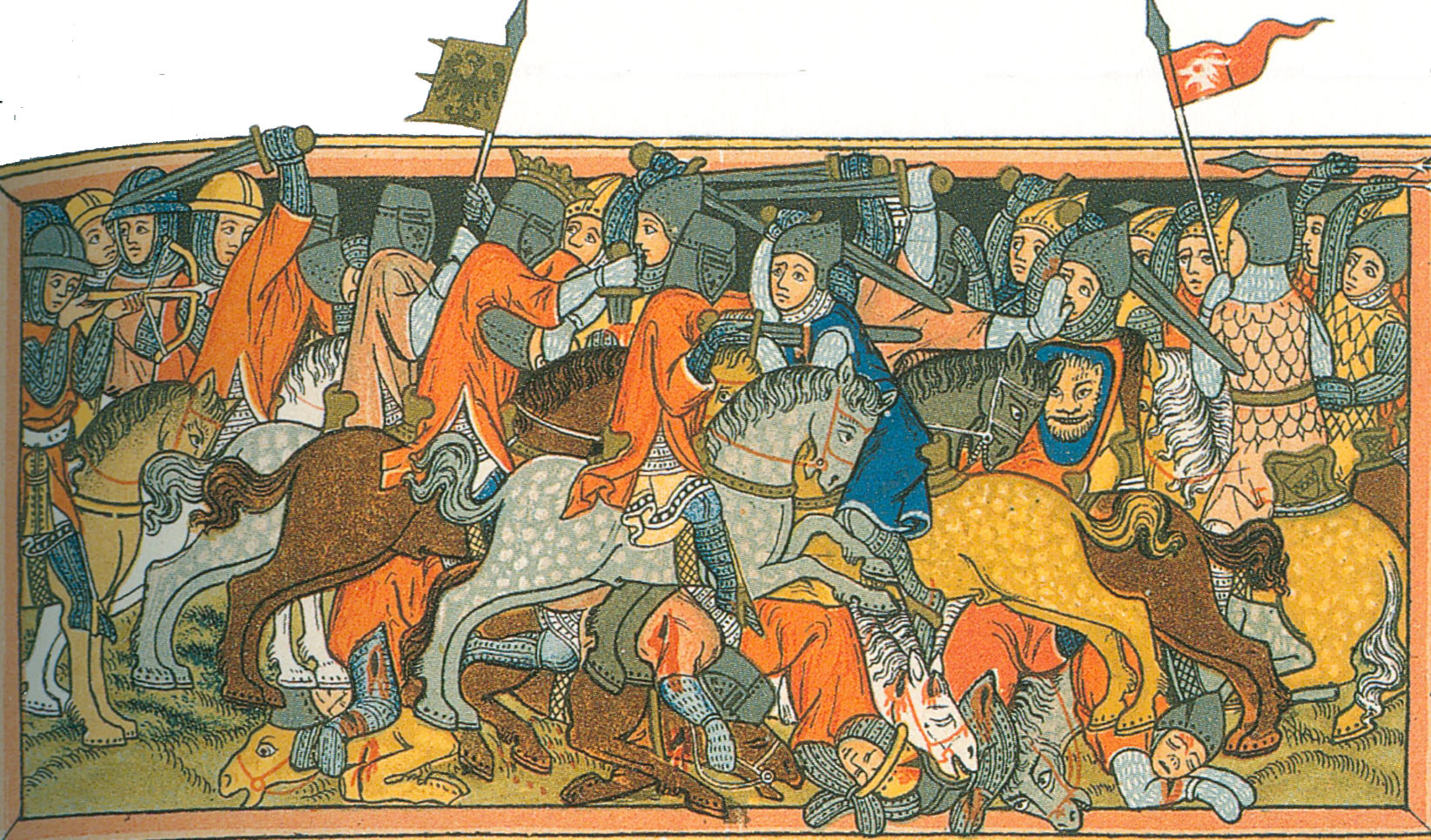
Bannerträger neben dem König in der Darstellung einer Heidenschlacht Kaiser Karls des Großen von 1334

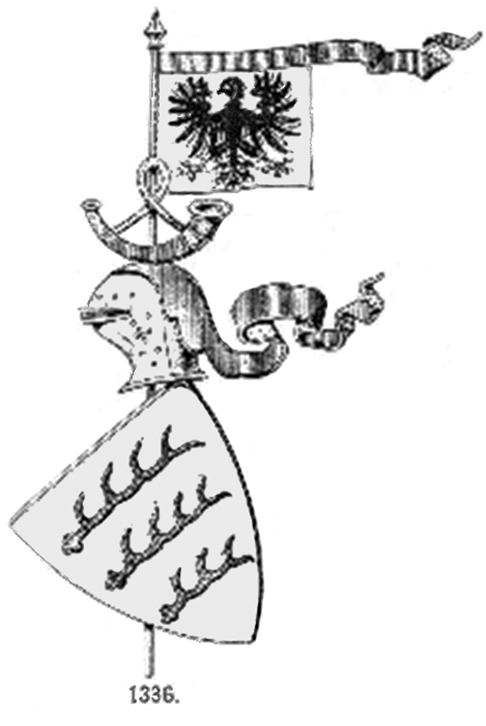
Wappen Graf Ulrichs III. mit der 1336 zusammen mit Grüningen erworbenen Reichssturmfahne

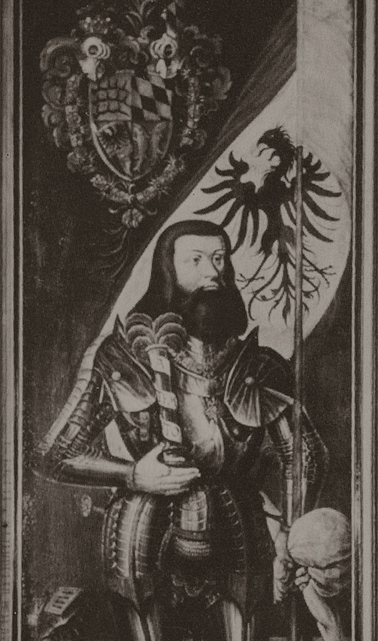
Herzog Eberhard I. von Württemberg mit der Reichssturmfahne (1495)

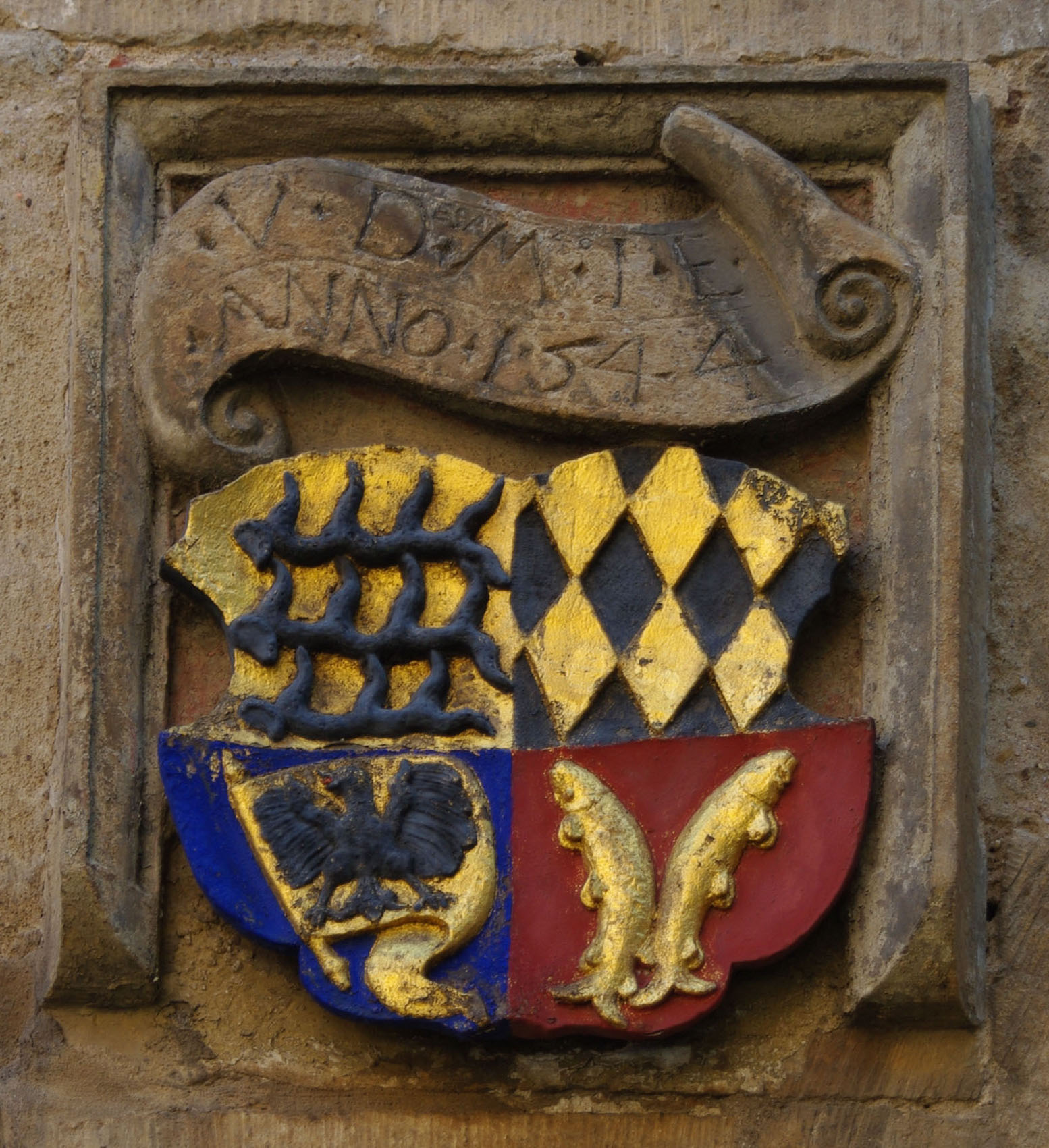
Herzogswappen mit den Herrschaften Württemberg, Teck, Grüningen und Mömpelgard am Pfarrhaus in Markgröningen

1718 musste Grüningen die Reichssturmfahne an die neugegründete Residenz Ludwigsburg abtreten, die sie (allerdings ohne den roten Schwenkel) auch als Stadtwappen übernahm

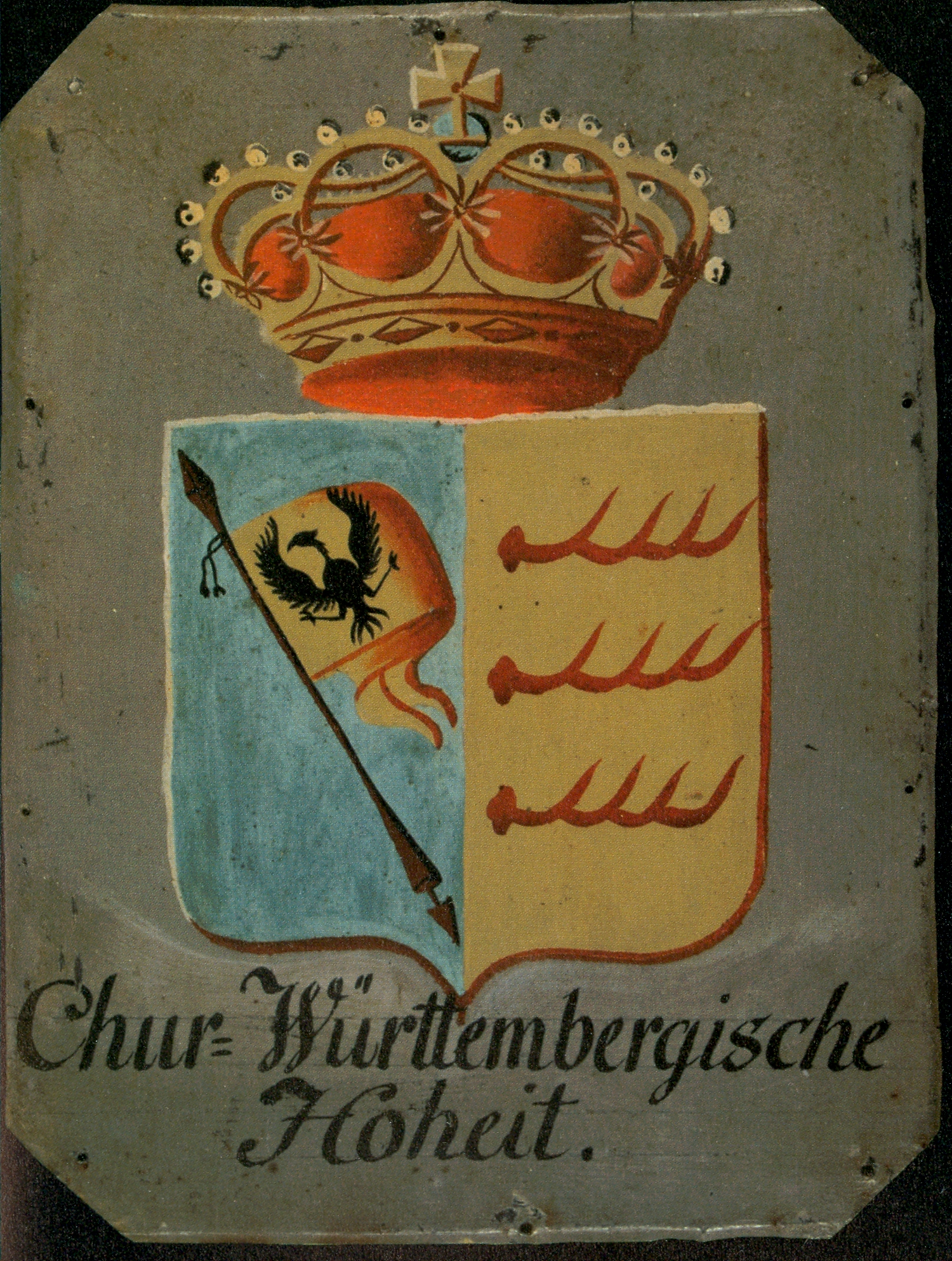
Württembergische Hoheitstafel von 1805 mit kurfürstlichem Herzschild, die die Reichssturmfahne als Symbol des Erzbanneramts hervorhebt

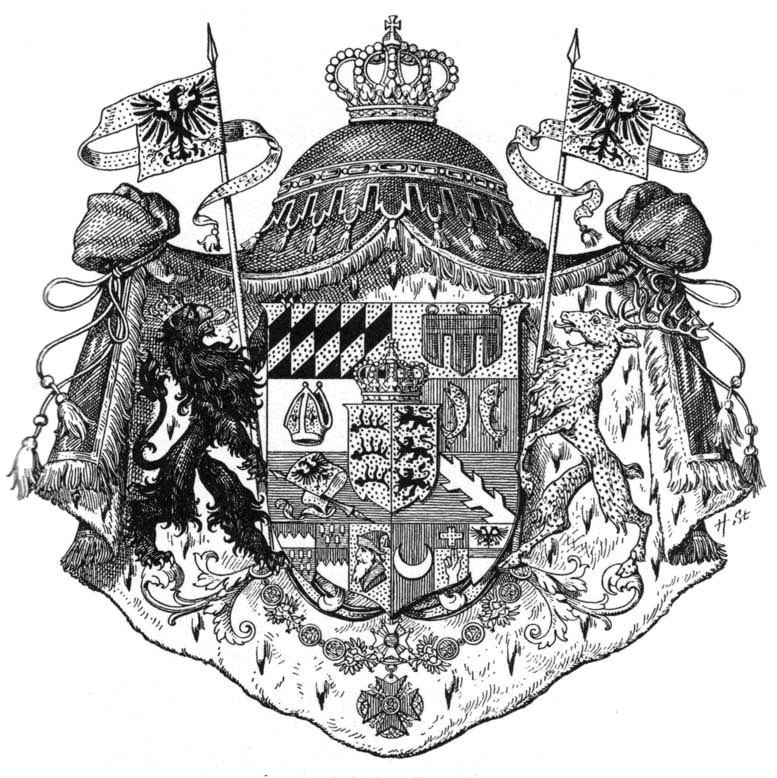
Großes Königswappen (1871) mit drei Reichssturmfahnen. Die im Wappen steht für die Grafschaft Gröningen; eine hält der Staufer-Löwe, die andere der Württemberger Hirsch

Die Reichssturmfahne war eine ursprünglich im Krieg als Feldzeichen des Heiligen Römischen Reiches geführte Reiterfahne. Die deutschen Könige vergaben sie zusammen mit Grafschaft, Burg und Stadt Grüningen vorzugsweise an schwäbische Edle als Reichslehen, weil die Schwaben von alters her das Vorstrittrecht innehatten. 1336 ging die Reichssturmfahne mit Burg, Stadt und allem, was zum heutigen Markgröningen gehörte, endgültig als Erblehen an die Grafen von Württemberg, die der damit verknüpften Funktion nur anfangs nachkamen, sich jedoch bis ins 19. Jahrhundert damit schmückten und auch als Herzog, Kurfürst oder König noch den Nebentitel Graf von Grüningen oder Graf zu Gröningen führten. Laut Angaben des Stadtarchivs Markgröningen ist über den Verbleib der Reichssturmfahne nichts bekannt.

## Aussehen

### Reichssturmfahne
|  | Als Reiterstandarte zeigte die ursprünglich quadratische Reichssturmfahne wie das Reichsbanner den schwarzen Reichsadler in goldenem Feld und hatte oben einen fest mit dem Banner verbundenen, langen roten „Schwenkel“. Später wurde sie auch mit einem doppelköpfigen Adler abgebildet. Oder um 1692 kurzfristig mit einem schwarzen Adler in blauem Feld, als die Herzöge von Braunschweig-Lüneburg das Amt des Reichssturmfähnrichs zur Begründung der neunten Kur beanspruchten. |

### Andere Standarten im Heiligen Römischen Reich
|  | Die Reichssturmfahne ist von der Reichsrennfahne, einer schwarz-weiß geteilten Standarte mit gekreuzten roten Schwertern, zu unterscheiden. Neben dem Reichsschwert hatte der Reichsmarschall die Rennfahne an der Seite des Kaisers zu tragen.                                                        |
|  | Während der Kreuzzüge führten Ritter des Heiligen Römischen Reiches auch das Banner des Deutschherrenordens mit schwarzem Kreuz auf weißem Grund und das Banner der Johanniterordens mit silbernem Kreuz in rotem Feld. Letzteres soll auch im Kampf gegen die Türken vor Wien eingesetzt worden sein. |
|  | Das unter anderen von den Tempelrittern geführte Sankt-Georgs-Banner (rotes Kreuz auf Silber) nutzte auch die schwäbische und fränkische Ritterschaft. |

## Geschichte

### Schwäbisches Vorrecht seit Karl dem Großen
Im Heiligen Römischen Reich beanspruchten die Grafen und Ritter aus Schwaben das ebenso ehrenvolle, wie riskante Recht des Vorstreits und damit verknüpft das Privileg, den Träger der Reichssturmfahne zu stellen. Nach der „Kaiserchronik“ aus dem 12. Jahrhundert soll Karl der Große (747–814) dieses Recht seinem Schwager und Heerführer Gerold († 799) und dessen Nachfolgern als Anführer der schwäbischen Teils der Streitkräfte auf alle Zeiten verliehen haben. Als Anlass gilt Gerolds Tapferkeit bei Karls Italienfeldzug 773/774 gegen die Langobarden, wo er zum signifer regis (Fähnrich des Königs) erhoben wurde. Gerold diente damit als identitätsstiftende Persönlichkeit der schwäbischen Geschichte. In der mittelhochdeutschen Dichtung „Karl der Große“ des Strickers ist der schwäbische Graf der erklärte Liebling des Kaisers. In den Volkssagen wird Gerold vor allem als „Bannerträger Karls des Großen“ verherrlicht. In seinem Schatten bleibt die Reihe seiner Nachfolger lange im Ungefähren.
Ob die später definitiv gegebene Verknüpfung der Reichssturmfahne mit Burg und Stadt Grüningen bereits durch Karl den Großen vorgenommen wurde, ist ebenso wenig urkundlich belegt, wie die Überlieferung, dass Königin Hildegard († 783), die Schwester Gerolds und Ehefrau Karls, die Vorgängerkirche der Grüninger Bartholomäuskirche gestiftet habe. Man weiß lediglich, dass Grüningen vor der vollständigen Einnahme Alemanniens bzw. Schwabens im 8. Jahrhundert als fränkische Grenzbastion bereits eine gewisse regionale Schlüsselrolle zukam, und kann die überlieferte Bezeichnung als „uraltes“ Königsgut ab 1139 durch in der Königspfalz vor Ort ausgestellte Urkunden bestätigen. Ein Eintrag im Lorscher Codex, in dem Gerold der Jüngere 794 unter anderem als Gaugraf im Glemsgau aufgeführt wird, belegt immerhin, dass Gerold im Umfeld Grüningens ein damals vom König verliehenes Amt bekleidete.

### Vier Werner und ein Staufer
Ab der Jahrtausendwende sind vier ursprünglich aus Schwaben stammende und mit zusätzlichen Grafschaften ausgestattete Grafen Werner als Reichssturmfähnriche der Salier belegt. Die ersten beiden, Werner I. († 1040) und Werner II. († 1053), bezahlten das ehrenvolle und offenbar vererbbare Amt als „primicerius et signifer regis“ (Vorstreiter und Fähnrich des Königs) mit ihrem Leben. Zumindest Werner III. und Werner IV. nannten sich als Träger der Reichssturmfahne und des damit verknüpften Königslehens nach Grüningen, obwohl sie im Hessen- und im Neckargau Grafschaften mit weit mehr Besitz hatten. Graf Werner IV. profitierte vom Bempflinger Vertrag und soll ein naher Verwandter des ersten nachweisbaren Württembergers, Konrad von Württemberg, gewesen sein. Vermutlich leiteten die Württemberger Grafen von diesem letzten, 1121 ohne männlichen Erben verstorbenen Werner von Grüningen den stets mit großer Energie verfolgten Anspruch auf die Reichssturmfahne und die damit verknüpfte Grafschaft mit Burg und Stadt Grüningen ab.
Der nächste belegbare Träger der Reichssturmfahne ist allerdings ein Staufer: Nachdem der als Salier-Erbe zum Gegenkönig erhobene und gescheiterte Konrad III. sich mit König Lothar von Supplingenburg geeinigt hatte, begleitete er Lothar als Reichssturmfähnrich auf dessen Feldzug nach Italien. Auch wegen seiner Verdienste in diesem Amt wurde er 1138 anstelle von Lothars Sohn Heinrich erneut zum König gewählt. 1139 hielt er in der Grüninger Reichsburg einen Hoftag ab und urkundete für das Kloster Denkendorf. Unter den Zeugen finden sich die Württemberger Grafen Ludwig und Emicho, deren Nachkommen in Grüningen hundert Jahre später als Kirchherren und Besitzer eines „Steinhauses“ (mittelalterliches Stadtschloss) neben der Kirche in Erscheinung traten und sich als Lehnsträger des Königsgutes schließlich „von Grüningen“ nannten.

### Die Württemberger nennen sichGrafen von Grüningen
1227 in Wimpfen und 1228 in Akkon taucht erstmals ein Graf von Württemberg auf, der sich in von Grüningen umbenannte. Konrad I. von Grüningen war mutmaßlich mit dem gleichnamigen Reichslehen samt Reichssturmfahne belehnt und begleitete Kaiser Friedrich II. auf dessen Kreuzzug ins Heilige Land.
Konrads Nachfolge trat sein Bruder Graf Hartmann I. von Grüningen („1246 senior“) an. Er war 1243 im Gefolge Kaiser Friedrichs II. Sein Neffe und Erbe Hartmann II. von Grüningen wechselte 1246 als mutmaßlicher Reichssturmfähnrich vor der Schlacht bei Frankfurt mit seinem Vetter oder Bruder Ulrich I. von Württemberg und 2000 schwäbischen Gefolgsleuten von der staufischen auf die päpstliche Seite und leitete damit den Niedergang der Staufer mit ein.
Urkundlich belegt ist, dass der zweite antistaufische König Wilhelm von Holland 1252 dem Württemberger Graf Hartmann II. von Grüningen die Reichssturmfahne samt Burg und Stadt Grüningen (heute Markgröningen) als Erblehen zusprach. Als Signifer Imperii baute er die Stadt zu seiner Residenz aus und bewahrte die Fahne traditionsgemäß in der hiesigen Reichsburg auf. Sie blieb auch dort, nachdem König Rudolf von Habsburg 1280 den Heimfall des von Hartmann II. und dessen Sohn Hartmann III. von Grüningen als Eigengut beanspruchten Reichslehens erzwungen hatte.
Nach Hartmanns III. Tod im Kerker auf dem Hohenasperg versuchte sein Bruder Graf Konrad II. von Grüningen noch jahrelang, das Grüninger Reichslehen zurückzubekommen, und nannte sich nach endgültigem Scheitern nur noch Graf von Landau (nach einer Burg bei Riedlingen). Einige Historiker wie Memminger und Römer leiteten den Namen der Grafen trotz dieses erneuten Namenswechsels irrtümlich von einem Grüningen bei Riedlingen an der Donau her.
Die Reichssturmfahne und die Burg in Grüningen hatte König Rudolf in die Hände seines Schwagers gelegt: den Grafen Albrecht II. von Hohenberg, der als niederschwäbischer Reichslandvogt und Reichsvogt von Grüningen die Grüninger Burg als Zweitresidenz nutzte und den König auf mehreren Feldzügen begleitete. Nach Rudolfs Tod empfing er hier am 28. April 1292 seinen Neffen Albrecht V. von Habsburg auf dem Weg zur Königswahl in Frankfurt, wo allerdings Graf Adolf von Nassau zum König gewählt wurde. Zu dessen ersten Amtshandlungen zählte die Absetzung des Hohenbergers als Reichssturmfähnrich und schwäbischer Reichslandvogt, um diese wichtigen Ämter seinem Schwager, dem Grafen Heinrich von Isenburg, anzuvertrauen. Nach König Adolfs Absetzung und der Königswahl Albrechts von Habsburg ernannte dieser Otto III. von Ochsenstein anstelle seines am 17. April 1298 in der Schlacht auf den Kreuzwiesen nahe dessen Burg Leinstetten gefallenen Hohenberger Oheims zum Reichssturmfähnrich. So traten in der Entscheidungsschlacht bei Göllheim am 2. Juli 1298 zwei königliche Bannerträger gegeneinander an, die beide fielen.

### Endgültig in Württemberger Hand
Ludwig der Bayer übereignete am 3. Oktober 1322 seinem Weggefährten Konrad II. von Schlüsselberg und dessen Erben angesichts seiner Dienste für König und Reich sowie als Bannerträger in seinem siegreichen Kampf bei Mühldorf das Grüninger Sturmfahnlehen mit Burg und Stadt und allen Rechten und Lehen, Patronat und Gerichtsbarkeit, Dörfern, Weiden, Wäldern, Gewässern und Wasserläufen, Leuten und Vasallen, Einkünften und Zubehör zu rechtem und ewigem Lehen und befiehlt allen zur Stadt und Burg gehörenden Leuten und Vasallen, Konrad und dessen Erben die genannten Rechte in vollem Umfang zu übergeben und ihnen gehorsam zu sein.
Auf Wunsch des mittlerweile zum Kaiser gekrönten Ludwigs trat der mit einer Württembergerin verheiratete Konrad Fahne, Burg und Stadt Grüningen 1336 gegen Entschädigung an Graf Ulrich III. von Württemberg ab, dem Ludwig die Reichssturmfahne und alle damit verknüpften Besitztümer und Privilegien als Erblehen zusprach.
Als König Maximilian I. 1495 Graf Eberhard von Württemberg auf dem Reichstag in Worms die Herzogswürde verlieh, erneuerte er auch die erbliche Belehnung mit dem Reichssturmfahnlehen und gab mittels einer gesonderten Urkunde bekannt, „daß Wir Unseren und des Reichs Sturmvanen empfohlen haben dem hochgeporenen Eberharten, Hertzogen zu Wirtemberg und zu Teck, […] und allen seinen Lehenserben zu rechtem Lehen verliehen und leihen ihm auch mit diesem Unserem Briefe Gruningen Statt und Burg mit Leuten und Guten […], wann weil das zu Unserem des Reichs Sturmvanen Lehen ist und auch darzu gehöret; mit der Bescheidenheit, daß der vorgenannt Hertzog und seine Lehenserben Uns und Unseren Nachkomen am Reiche, Kunegen und Keysern, ewiglich die Dienst thun sullen getrewlich, die man davon zu recht und billig thun soll. Sy sullent auch und haben Geheiß, daß sy den Sturmvanen besorgen und bewahren […], als auch der genannt Hertzog Eberhart und seine Voreltern von Unsern Vorfaren am Reiche solchen Empfehle und Lehen gehabt und hergebracht haben.“
Zwar hatten die Württemberger Grafen die Trägerschaft der Reichssturmfahne zunehmend symbolisch betrachtet, also frei von der direkten militärischen Verpflichtung des Vorstreits, die auch Maximilian nicht mehr ausdrücklich herausstellt. Doch waren sie bestrebt, dass ihre Funktion als Reichssturmfähnrich ähnlich den Erzämtern des Reiches anzusehen sei. So wurde die Reichssturmfahne bzw. die damit verbundene Grafschaft Grüningen nach der Herzogserhebung auf blauem Grund in das nun vierteilige Wappen Württembergs integriert und verschwand daraus erst zum Ende des Königreichs Württemberg 1918.
Als 1692 die Herzöge von Braunschweig-Lüneburg zu Kurfürsten erhoben und ihnen dabei das nun offiziell geschaffene Amt des Erzbannerträgers übertragen wurde, protestierte Württemberg und erreichte, dass das Amt ab 1706 nicht mehr vergeben war. Nach Fertigstellung seines ab 1704 in der Nähe Grüningens erbauten Residenzschlosses Ludwigsburg verlegte Herzog Eberhard Ludwig von Württemberg den Aufbewahrungsort der Reichssturmfahne vom Grüninger ins Ludwigsburger Schloss und verlieh 1718 seiner neuen Residenzstadt Ludwigsburg als Stadtwappen die Reichssturmfahne in blauem Feld. Im Reichsdeputationshauptschluss von 1803 wurde Herzog Friedrich von Württemberg die Kurwürde verliehen. Dabei wurde die Funktion des Reichssturmfähnrichs zum Erzbanneramt aufgewertet. Mit dem Beitritt zum Rheinbund, der auch das Ende des Reichs bedeutete, und der Erhebung zum König von Napoleons Gnaden verzichtete Friedrich von Württemberg 1806 auf die Reichswürden bzw. den Status als Kurfürst und „Erzbannerer“. Im königlichen Herzschild wurde die Reichssturmfahne durch drei Staufer-Löwen ersetzt, blieb im großen Landeswappen aber als Symbol für die Grafschaft Grüningen erhalten und tauchte nach Wiedereintritt ins zweite Deutsche Reich 1871 gleich doppelt auf: Eine Reichssturmfahne wird vom Staufer-Löwen, die andere vom Württemberger Hirsch gehalten. Symbolisch schließt sich damit ein Kreis zu den beiden Grafen Hartmann II. von Grüningen und Ulrich I. von Württemberg, die 1246 zur antistaufischen Partei wechselten, um sich staufisches Hausgut und das Reichssturmfahnlehen erblich einzuverleiben.

## Träger der Reichssturmfahne
- Gerold der Jüngere in der Baar (auch Gerold II., † 799),[22] Schwager, sehr vertrauter Ratgeber und herausragender Heerführer Karls des Großen, der ihm und seinen schwäbischen Nachfolgern deshalb „auf alle Zeiten“ das Vorstrittrecht und damit Amt und Würde des Reichssturmfähnrichs übertrug.
- Graf Werner I. von Maden (auch von Winterthur; ca. 1000–1040) fiel zusammen mit seinem Sohn Liutfrid als „Vorstreiter und königlicher Bannerträger“[23] des Kaisers Heinrich III. in dessen Feldzug gegen Herzog Břetislav I. von Böhmen, als er bei einem seiner Funktion entsprechenden Vorstoß in einen Hinterhalt geriet.
- Graf Werner II. von Maden und im Neckargau (ca. 1020–1053) fiel als „primicerius et signifer regis“ mit seinem Bruder Adalbert II. von Winterthur in der Normannenschlacht von Civitate, wo die beiden Brüder mit 600 schwäbischen Fußsoldaten das einzige nicht-italienische Kontingent des vernichtend geschlagenen Heeres von Papst Leo IX. stellten, mit dem sie verwandt waren.
- Graf Werner III. von Maden (ca. 1040–1065) hatte anfangs einen Vetter seines Vaters, den Grafen Eberhard der Selige von Nellenburg, zum Vormund und heiratete die schwäbische Grafentochter Willibirg von Achalm; er war Graf von Maden, Graf im Neckargau, in Worms und an der Lahn (Weilburg) und nannte sich als Reichssturmfähnrich auch Graf von Grüningen.
- Graf Werner IV. von Grüningen (ca. 1060–1121) war Reichssturmfähnrich, Graf von Maden, Graf im Neckargau und Burggraf von Worms und in Grüningen, hatte wie zuvor sein Vater anfangs den Grafen Eberhard der Selige von Nellenburg, zum Vormund, war auch mit den Württemberger Grafen eng verwandt und blieb ohne Nachkommen.
- Konrad III. von Staufen (ca. 1093–1152), war 1116/20 Herzog in Franken, 1127–1135 Gegenkönig von Lothar III., als solcher aber unterlegen; er begleitete Lothar nach einem Vergleich als engagierter Reichssturmfähnrich auf dessen Italienfeldzug und wurde 1138 dann doch noch König im römisch-deutschen Reich.
- Graf Konrad I. von (Württemberg-)Grüningen († vor 1237) benannte sich um in von Grüningen und begleitete Kaiser Friedrich II. auf dessen Kreuzzug als mutmaßlicher Reichssturmfähnrich; er urkundete 1227 in der Königspfalz Wimpfen und 1228 in Akkon zugunsten des Deutschen Ordens, dem er sich möglicherweise anschloss.
- Graf Hartmann I. von Grüningen († 1246), zeitweise im Gefolge Kaiser Friedrichs II., blieb ohne männlichen Erben und gab das Amt als Reichssturmfähnrich und Grüninger Lehensträger an seinen Neffen Hartmann II. weiter.
- Graf Hartmann II. von Grüningen (* um 1225; † 1274), „Comes illustrissimus“, leitete durch seinen Seitenwechsel zum Gegenkönig 1246 den Niedergang der Staufer mit ein; erhielt vermutlich 1252 Burg, Stadt und Reichssturmfahne vom päpstlichen Gegenkönig als Eigenbesitz, initiierte hier den Neubau der Bartholomäuskirche und bezeichnete sich nicht wie seine Vorgänger als „primericus et signifer regis“, sondern als „sacri imperii signifer“, womit er die Bezeichnung des Reichssturmfähnrichs einführte.
- Graf Hartmann III. von Grüningen (* vor 1252; † 1280), Sohn Hartmanns II. und wie jener Glockenstifter der Bartholomäuskirche, verteidigte Burg und Stadt Grüningen gegen die Revindikationspolitik König Rudolfs von Habsburg bis zu seiner Gefangennahme 1280 und starb im Kerker auf dem Hohenasperg.
- Graf Albrecht II. von Hohenberg (ca. 1235–1298), Schwager des Königs Rudolf von Habsburg, profilierte sich als niederschwäbischer Reichslandvogt bei der Durchsetzung von Rudolfs Revindikationspolitik (Rückgewinnung ehemals staufischen Königsgutes zu Lasten der Württemberger Grafen); Albrecht nutzte die 1280 von ihm wieder in Reichshand gebrachte Grüninger Burg als Zweitresidenz, richtete in Grüningen die Fürstenhochzeit im Beisein Rudolfs aus und begleitete diesen als Reichssturmfähnrich auf mehreren Feldzügen.
- Graf Heinrich von Isenburg war während der Herrschaft Königs Adolfs von Nassau von 1292 bis 1298 Reichssturmfähnrich, Reichslandvogt von Niederschwaben und Reichsvogt auf der Grüninger Burg.
- Konrad II. von Schlüsselberg zu Grüningen (ca. 1273–1347) entschied mit seinen Rittern die Schlacht bei Mühldorf für König Ludwig den Bayern und wurde dafür mit Reichssturmfahne, Burg und Stadt Grüningen belehnt, die er auf Wunsch Ludwigs 1336 gegen Entschädigung an Ulrich III. von Württemberg abtrat.
- Graf Ulrich III. von Württemberg (Graf von 1325 bis 1344) erhielt 1336 von König Ludwig dem Bayern die Reichssturmfahne samt Burg und Stadt Grüningen als Erblehen – und damit auch den Titel Graf von Grüningen, den seine Nachkommen bis König Friedrich (1806) als Nebentitel führten.
- Graf Eberhard im Bart (1445–1496) nahm die von König Maximilian erneut verliehene Reichssturmfahne und die damit verknüpfte Grafschaft Grüningen nach seiner Erhebung zum Herzog 1495 in sein vierteiliges Herzogswappen auf.
- Herzog Eberhard Ludwig von Württemberg (1676–1733) verteidigte das Reichssturmfahnlehen und das damit verbundene Hofamt gegen Braunschweiger Ansprüche, gründete 1718 bei seinem neuen Schloss die Residenzstadt Ludwigsburg und verlieh ihr als Wappen die Reichssturmfahne, die er zuvor vom Grüninger ins Ludwigsburger Schloss verbracht hatte.
- König Friedrich von Württemberg (1754–1816) nahm 1803 die Reichssturmfahne in seinen zweiteiligen Herzschild als Kurfürst auf und führte den Grüninger Grafentitel auch als König (ab 1806) noch als Nebentitel: „Wir, Friderich von Gottes Gnaden König von Württemberg, Souverainer Herzog in Schwaben und von Teck, Herzog zu Hohenlohe, Landgraf von Tübingen und Nellenburg, Fürst von Ellwangen, …, Graf zu Gröningen … thun kund …“[24]